# Earthstar Thunder Gull
Earthstar Thunder Gull ("Thunder = grom, Gull = galeb") je družina visokokrilnih doma zgrajenih ultralahkih letal ameriškega proizvajalca Earthstar Aircraft. Letalo ima fiksno tricikel pristajalno podvozje in propeler v konfigariciji potisnik. Originalnega Thunder Gulla so predstavili leta 1987. Imel je en 28-konjski dvotaktni bencinski motor Rotax in je lahko križaril s hitrostjo 90 km/h. Zgradili so več različic, ki se razlikujejo po moči motorja in sposobnostih.

## Različice
Laughing Gull
Thunder Gull
Thunder Gull J
Thunder Gull JT2
Thunder Gull Odyssey
Soaring Gull
Gull 2000
eGull 2000 - na električni pogon

## Specifikacije (Thunder Gull)
Podatki iz Cliche
Splošne značilnosti
- Posadka: one
- Dolžina: 17 ft 3 in (5,26 m)
- Razpon kril: 17 ft 7 in (5,36 m)
- Površina kril: 95 sq ft (8,8 m2)
- Teža praznega letala: 252 lb (114 kg)
- Bruto teža: 550 lb (249 kg)
- Kapaciteta goriva: 5 am. galon (19 litrov)
- Pogon letala: 1 × Rotax 277 , 28 hp (21 kW)
- Propelerji: št. lopatic: 2 lesen

Zmogljivost
- Maks. hitrost: 63 mph (101 km/h; 55 kn)
- Potovalna hitrost: 55 mph (48 kn; 89 km/h)
- Hitrost pri porušitvi vzgona: 25 mph (22 kn; 40 km/h) flaps down
- Doseg: 165 mi (143 nmi; 266 km)
- Višina leta (servisna): 14.000 ft (4.267 m)
- Hitrost vzpenjanja: 700 ft/min (3,6 m/s)